# Strug, Šavnik
Strug este un sat din comuna Šavnik, Muntenegru. Conform datelor de la recensământul din 2003, localitatea are 95 de locuitori (la recensământul din 1991 erau 106 locuitori).

## Demografie
În satul Strug locuiesc 80 de persoane adulte, iar vârsta medie a populației este de 42,8 de ani (40,0 la bărbați și 45,4 la femei). În localitate sunt 30 de gospodării, iar numărul mediu de membri în gospodărie este de 3,17.
Populația localității este foarte eterogenă.
|  |

| Demografie | Demografie | Demografie |
| An         | Locuitori  | Locuitori  |
| ---------- | ---------- | ---------- |
|            |            |            |
|            |            |            |
|            |            |            |
|            |            |            |
| 1948       | 361        |            |
| 1953       | 427        |            |
| 1961       | 481        |            |
| 1971       | 419        |            |
| 1981       | 389        |            |
| 1991       | 106        | 106        |
| 2003       | 95         | 95         |

| \| Componența etnică conform recensământului din 2003[2] \| Componența etnică conform recensământului din 2003[2] \| Componența etnică conform recensământului din 2003[2] \| Componența etnică conform recensământului din 2003[2] \| Componența etnică conform recensământului din 2003[2] \| \| ----------------------------------------------------- \| ----------------------------------------------------- \| ----------------------------------------------------- \| ----------------------------------------------------- \| ----------------------------------------------------- \| \| \| \| \| \| \| \| Sârbi \| Sârbi \| \| 56 \| 58,94% \| \| Muntenegreni \| Muntenegreni \| \| 39 \| 41,05% \| \| necunoscută \| necunoscută \| \| 0 \| 0% \| |              |  |    |        |
| Componența etnică conform recensământului din 2003 |              |  |    |        |
| |              |  |    |        |
| Sârbi | Sârbi        |  | 56 | 58,94% |
| Muntenegreni | Muntenegreni |  | 39 | 41,05% |
| necunoscută | necunoscută  |  | 0  | 0%     |